# Мария Добронега
Мари́я Доброне́га  (также иногда упоминается как Доброгне́ва; 1011 или не ранее 1012 — 1087) — княжна Киевская, дочь Владимира Святого. Точно не известно, кто была её мать. По дате замужества можно сделать предположение, что скорее всего она — дочь Владимира от брака с Анной Византийской (ум. 1011) или от последнего брака, о котором упоминает Титмар Мерзебургский.

## Биография
Вероятно, в 1018 году вместе с сёстрами оказалась пленницей польского короля Болеслава I, который помог её брату Святополку отобрать Киев у другого брата Ярослава. После ссоры со Святополком Болеслав уехал в Польшу, забрав с собой и сестёр Ярослава, в их числе скорее всего была и Мария. Польский учёный Г. Лябуда предположил, что король распорядился построить для пленниц дворец в византийском стиле в уединённом месте на Ледницком острове, с домовой церковью. Мнение Лябуды подтвердили археологические раскопки. Русские женщины жили там как минимум до смерти Болеслава, то есть до 1025 года.
В 1038 или 1042 году Ярослав Мудрый выдал её замуж за польского князя Казимира Восстановителя. Только после этой свадьбы русские люди, захваченные Болеславом в 1018 году, обрели свободу. Казимир умер 28 ноября 1058 года.

## Дети
У супругов было четверо сыновей и дочь:
- Болеслав (1042—1081), князь Польши в 1058—1076 годах и король в 1076—1079, в первые годы правления Болеслава Смелого Мария Добронега сохраняла значительное влияние на сына;
- Владислав Герман (1043—1102), князь Польши в 1080—1102;
- Мешко (16.04.1045 — 06.12.1065);
- Оттон (1047—1048);
- Святослава (1044—1126), с 1062/1063 года княгиня, а потом королева Чехии, жена Вратислава II (1035—1092).

## Образ княжны Добронеги в кино
- Ярославна, королева Франции (1978; СССР) режиссёр Игорь Масленников, в роли Марии Добронеги Божена Дыкель.